# Celestino
Pedro Celestino Silva Soares, né le 2 janvier 1987 à Tarrafal, est un footballeur ayant les nationalités cap-verdienne et portugaise. Il évolue au poste de défenseur central.

## Biographie
En 2007, il est sélectionné avec l'équipe du Portugal espoirs pour jouer les qualifications de l'Euro espoirs 2009. Il marque un but contre le Monténégro le 16 octobre 2007 mais l'équipe ne se qualifie pas pour la phase finale.
En club, Celestino joue en faveur de plusieurs équipes portugaises et d'une équipe roumaine.

## Carrière
| Période         | Club                        | Division   | Matchs | Buts |
| 2001-2003       | Amora FC (junior)           |            | -      | -    |
| 2003-2009       | Sporting CP                 |            | -      | -    |
| 2006-2007       | prêt CD Olivais e Moscavide | Division 2 | 19     | 3    |
| 2007- jan. 2008 | prêt Estoril-Praia          | Division 2 | 15     | 3    |
| jan à juin 2008 | prêt Estrela Amadora        | Division 1 | 13     | 0    |
| 2008-2009       | prêt Estrela Amadora        | Division 1 | 23     | 2    |
| 2009-2010       | Belenenses                  | Division 1 | 28     | 0    |
| 2010-2011       | Belenenses                  | Division 2 | 25     | 5    |
| 2011-2012       | CFR Cluj                    | Division 1 | 9      | 1    |
| 2012-2013       | CFR Cluj                    | Division 1 | 3      | 1    |
| 2013-2014       | SC Olhanense                | Division 1 | 21     | 1    |